# Berberis subsessiliflora
Berberis subsessiliflora là một loài thực vật có hoa trong họ Hoàng mộc. Loài này được Pamp. mô tả khoa học đầu tiên năm 1915.